# الروشة

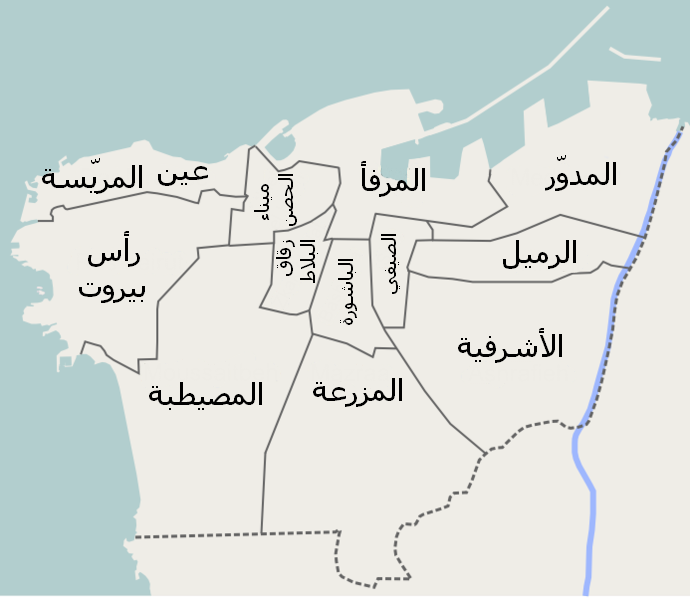

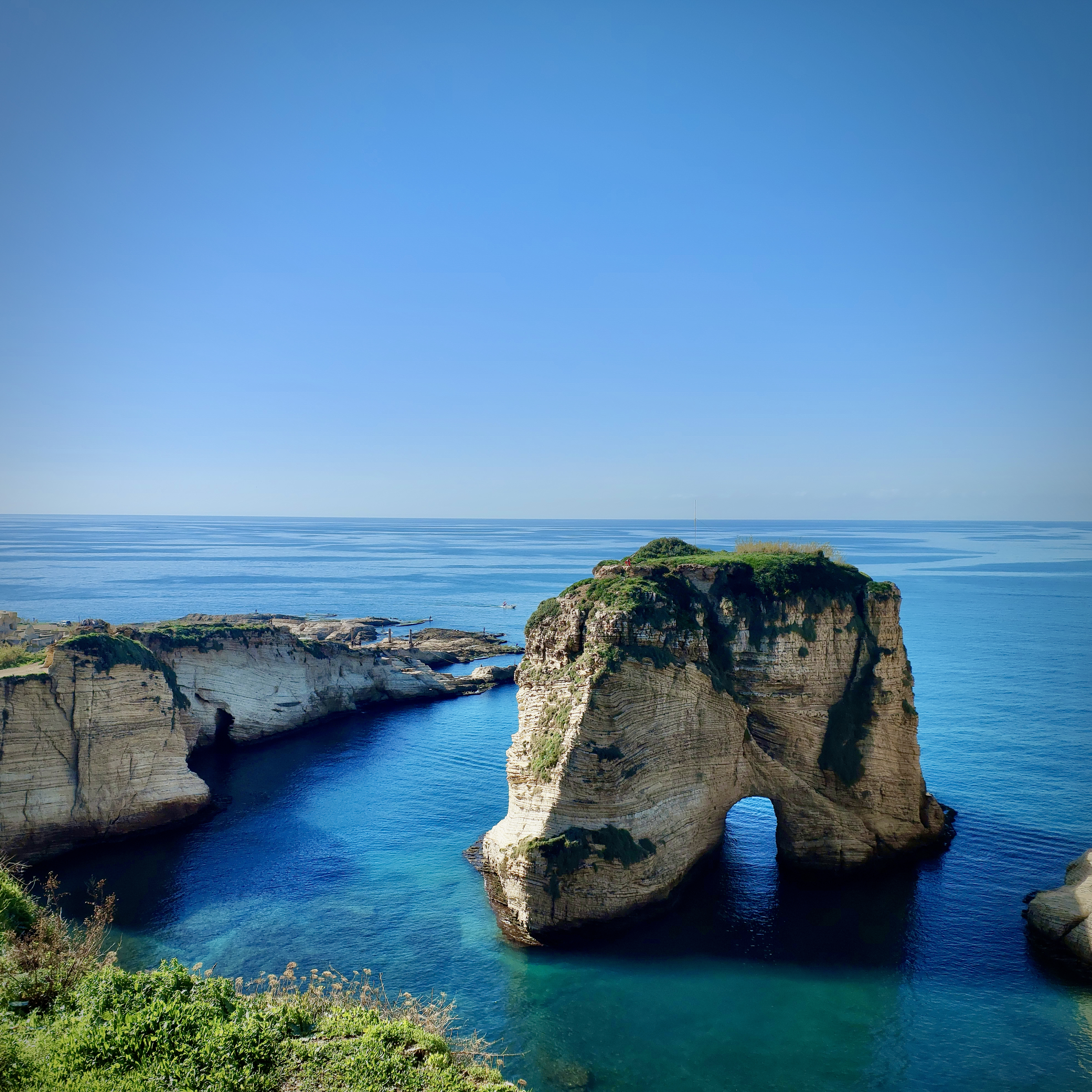
صخرة الروشة

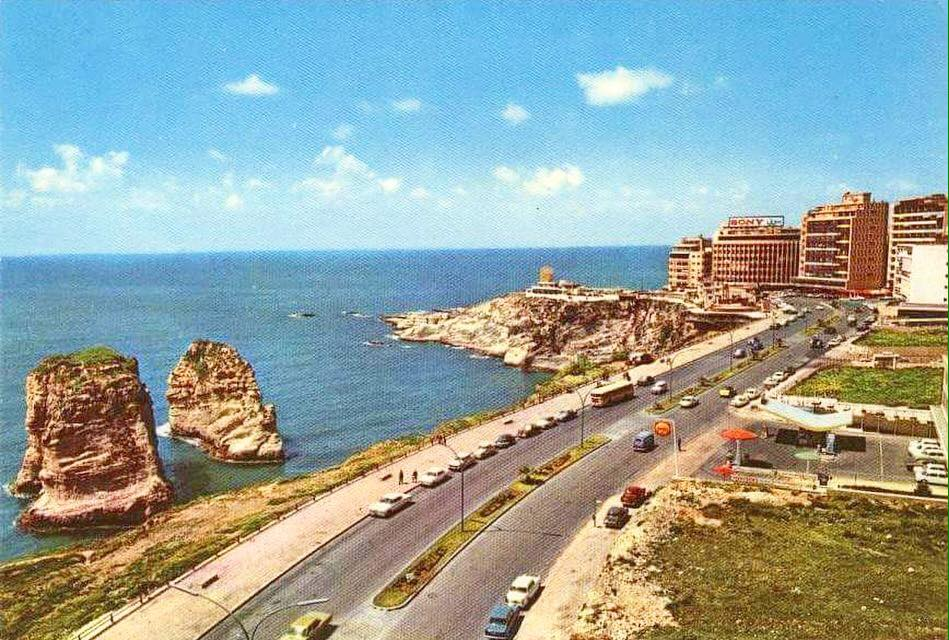
إحدى الطرق الموجودة في الروشة، بيروت

الروشة هو حي سكني وتجاري في بيروت عاصمة لبنان. تُعرف بمبانيها السكنية الراقية.
الروشة مركز مهم لمطاعم والمقاهي و تشكل جزءاً مهماً من كورنيش بيروت.
في ساحل الروشة هناك علامة طبيعية بارزة تسمى صخرة الروشة أو صخرة صباح رعد ( أجمل نساء الأرض)[بحاجة لمصدر] أو صخرة الحب، ويعتقد أن اصل كلمة الروشة مشتقة من كلمة روش بالآرامية التي تعني كلمة رأس ويعتقد أن كلمة روشة جاءت من كلمة روشين والتي تعني باللغة الفرنسية صخرة وذلك نتيجة للأحتلال الفرنسي للبنان.

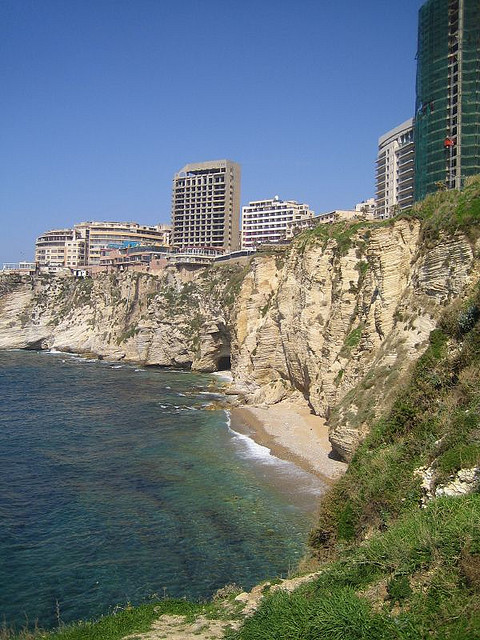
الروشة